# Chaetodon flavocoronatus
Chaetodon flavocoronatus је зракоперка из реда Perciformes и фамилије Chaetodontidae.

## Угроженост
Ова врста се сматра рањивом у погледу угрожености врсте од изумирања.

## Распрострањење
Ареал врсте је ограничен на једну државу. 
Гвам је једино познато природно станиште врсте.